# 弗兰克-彼得·勒奇
弗兰克-彼得·勒奇（德語：Frank-Peter Roetsch，1964年4月19日—），德国男子冬季两项运动员。他曾代表德国参加1984年、1988年和1992年冬季奥林匹克运动会冬季两项比赛，获得二枚金牌和一枚银牌。